# Microregiunea Nagykanizsa
Microregiunea Nagykanizsa (în maghiară Nagykanizsai kistérség) a fost o microregiune statistică (kistérség) din județul Zala, Ungaria.
Cu o populație de 64.520 locuitori și o suprafață de 552,92 km2, aceasta a existat până în 2014, când în Ungaria, microregiunile ”kistérségek” au fost înlocuite de districte (járások).